# Cézura
Cézura (přerývka) může znamenat:
- v teorii verše mezislovní předěl, spadající dovnitř stopy ve verši,[1]
- v jazykovědě pauzu uvnitř syntagmatu, která je vyvolaná náhlými, neočekávanými změnami v myšlenkovém procesu (vzniká zaváháním při výběru vhodného slova nebo projevením některých citů mluvčího),
- v hudbě krátkou pauzu mezi dvěma frázemi (u zpěváků a hráčů na dechové nástroje jde o vhodnou chvíli pro nadechnutí);[2] podobný význam má koruna, která je na rozdíl od cézury výrazným prodloužením dané noty anebo pomlky podle uvážení interpreta.
- v architektuře přerušení sledu architektonického motivu (záměrně uvolněná plocha v souvislém zastavění, která souvisí s přirozenými vlastnostmi území).